# Stade Nereo-Rocco
 (avril 2025).
Le stade Nereo-Rocco (en italien : Stadio Nereo Rocco) est un stade de football situé à Trieste en Italie.

## Histoire
Il héberge les matches de la Triestina. Il se situe dans le quartier de Valmaura, au sud de la ville, près de la sortie de la SS (RN) 202 et près du vieux stade Giuseppe-Grezar (Pino Grezar).
Inauguré le 18 octobre 1992, il a une capacité de 32 454 places.